# Борівський район
Борівський район — колишній район у східній частині Харківської області з адміністративним центром у смт Борова. Утворено район 1923 року, а ліквідований у 2020 році. Населення складало 17 521 осіб на 1 лютого 2012 року.

## Географія
Борівський район на півночі межує з Куп'янським районом Харківської області, на півдні — з Лиманським районом Донецької області. До східних окраїн Борівського району прилягають Сватовський і Кремінський райони Луганської області, а із заходу район межує з Ізюмським районом Харківської області.
Територією району протікає 8 річок, загальна площа яких становить 5,2 тис. га. Найбільшою є річка Оскіл.
Загальна територія району 875,3 км², що становить 2,8 % від загальної площі Харківської області. В районі налічується 39 населених пунктів, діє одна селищна і 9 сільських рад.
Адміністративним центром району є селище міського типу Борова, його віддаленість від Харкова становить 147 км (автошлях E40, із яким збігається М03, який переходить в Т 2106 та згодом в Р78).

## Історія
Перші літописні згадки про Борівську землю датуються 1698 роком у розповіді про Гороховатську чоловічу пустинь — невеликий монастир на правому березі Оскола. Хоча перші поселення на території Борівського району, як вважають історики, з'явились ще раніше. Тому своє літочислення Борівщина веде з 1664 року.
Культурно-історичним пам'ятником нової доби в Борівському районі є Свято-Миколаївський релігійний комплекс, збудований у с. Чернещина, з урахуванням культурних і релігійних традицій нашого народу.
На початку XX століття, на той час слобода Борова поступово становилась торговим центром для навколишніх хуторів і слобідок. Жителі в основному займалися землеробством, тваринництвом.
Головною культурою в землеробстві вважалось жито, яким засівалось 2/3 озимих полів. З успіхом вирощувалася яра пшениця сорту арнаутка, головний збут якої через порти Азовського моря ішов на Таганрог, щоб потім потрапити в країни Західної Європи.
По Куп'янському повіту, куди входила Борівська слобода, врожайність з десятини на той час становила — жито озиме 46-63 пуди; пшениця озима 55-73 пуди, що на 15-20 % нижче середнього по Харківській губернії. Причиною були несприятливі погодні умови, часті градобої.
Крім пшениці і ячменю сіяли овес, просо, гречку, дещо менше гороху, картоплі, буряка. Борівський край спеціалізувався на вирощуванні лляного насіння зразкової якості, яке через Азовські порти також відправлялось за кордон.
У тридцятих роках XX століття почався примусовий процес колективізації. 
Борівський район вперше було створено в межах Борівської волості в 1923 році в результаті скасування старого адміністративного поділу. Двічі, в 1930 та 1962 роках, район ліквідовувався як постійна адміністративно-територіальна одиниця і входив до складу Ізюмського району. Відновлений 1966 року.
У 1925-1926 рр. район називався Гороховатським.
У січні 1934 року в Боровій було створено машинно-тракторну станцію, а невдовзі споруджено Будинок культури, приміщення для лікувальних закладів, лазню, перукарню.
У 1938 році територією району була прокладена залізнична магістраль Куп'янськ—Донбас.
У роки окупації (вона тривала 7 місяців) на території Борівського району діяв партизанський загін під керівництвом П. А. Журавльова та Борівське підпілля.
Крім партизанів і підпільників, слід назвати окремих патріотів. Наприклад, Сусанну Олександрівну Головіну. Будучи лікарем Борівської лікарні, вона врятувала десятки молодих людей від німецької неволі, видаючи їм довідки про вигадані хвороби. Щоб запобігти масовим вивезенням юнаків та дівчат до Німеччини, вона не побоялася оголосити район тифозним.
У роки Другої світової війни на її фронтах воювало 4207 борівчан, 3780 із них не повернулись додому. Близько 40 чоловік боролися в підпіллі. 78 мирних жителів загинули при бомбардуванні, 53 замучені на допитах. Борівський район був визволений військами 1-ї та 8-ї гвардійських армій генерал-полковників В. І. Кузнецова та В. І. Чушкова.
Війна завдала народному господарству району значних збитків. Тваринницькі ферми були зруйновані, частина техніки вивезена в тил.
Попри це, вже протягом першого місяця після визволення, Борівський район зібрав і передав Першій Гвардійській армії 250 тонн картоплі, 200 тонн овочів, 200 тонн м'яса. Весною 1943, за 12 днів, з допомогою населення, було збудовано міст через Оскіл.
Після війни чимало борівчан прославили себе трудовими здобутками. Героєм України став голова СТОВ «Новий шлях» — А. Т. Криворучко.

## Адміністративний устрій
Район адміністративно-територіально поділяється на 1 селищну раду та 9 сільських рад, які об'єднують 38 населених пунктів та підпорядковані Борівській районній раді.

### Населені пункти зняті з обліку
- Красноярське
- Островське
- Павликівка
- Радьківка

### Влада
Голови РДА:
- Чуйко Віктор Іванович
- Сенчук Володимир Миколайович
- Кравцов Микола Олексійович
- Кіян Віталій Олексійович

## Населення
Розподіл населення за віком та статтю (2001):
| Стать | Всього | До 15 років | 15-24 | 25-44 | 45-64 | 65-85 | Понад 85 |
| --- | ------ | ----------- | ----- | ----- | ----- | ----- | -------- |
| Чоловіки | 9776   | 1903        | 1314  | 2858  | 2522  | 1125  | 54       |
| Жінки | 11 451 | 1871        | 1283  | 2962  | 2866  | 2176  | 293      |
| \| Статево-вікова піраміда \| Статево-вікова піраміда \| Статево-вікова піраміда \| \| ----------------------- \| ----------------------- \| ----------------------- \| \| Чоловіки \| Вік \| Жінки \| \| 54 \| 85 + \| 293 \| \| 65 \| 80-84 \| 297 \| \| 200 \| 75-79 \| 598 \| \| 478 \| 70-74 \| 768 \| \| 382 \| 65-69 \| 513 \| \| 719 \| 60-64 \| 953 \| \| 367 \| 55-59 \| 424 \| \| 700 \| 50-54 \| 704 \| \| 736 \| 45-49 \| 785 \| \| 781 \| 40-44 \| 824 \| \| 689 \| 35-39 \| 744 \| \| 643 \| 30-34 \| 668 \| \| 745 \| 25-29 \| 726 \| \| 633 \| 20-24 \| 609 \| \| 681 \| 15-20 \| 674 \| \| 818 \| 10-14 \| 815 \| \| 658 \| 5-9 \| 591 \| \| 427 \| 0-4 \| 465 \| |        |             |       |       |       |       |          |
| Статево-вікова піраміда |        |             |       |       |       |       |          |
| Чоловіки | Вік    | Жінки       |       |       |       |       |          |
| 54 | 85 +   | 293         |       |       |       |       |          |
| 65 | 80-84  | 297         |       |       |       |       |          |
| 200 | 75-79  | 598         |       |       |       |       |          |
| 478 | 70-74  | 768         |       |       |       |       |          |
| 382 | 65-69  | 513         |       |       |       |       |          |
| 719 | 60-64  | 953         |       |       |       |       |          |
| 367 | 55-59  | 424         |       |       |       |       |          |
| 700 | 50-54  | 704         |       |       |       |       |          |
| 736 | 45-49  | 785         |       |       |       |       |          |
| 781 | 40-44  | 824         |       |       |       |       |          |
| 689 | 35-39  | 744         |       |       |       |       |          |
| 643 | 30-34  | 668         |       |       |       |       |          |
| 745 | 25-29  | 726         |       |       |       |       |          |
| 633 | 20-24  | 609         |       |       |       |       |          |
| 681 | 15-20  | 674         |       |       |       |       |          |
| 818 | 10-14  | 815         |       |       |       |       |          |
| 658 | 5-9    | 591         |       |       |       |       |          |
| 427 | 0-4    | 465         |       |       |       |       |          |

На території Борівського району, станом на 1 січня 2005 року, проживає 20,4 тис. осіб, із них 6,8 тис. ос. міського та 13,6 тис. ос. сільського населення, в тому числі, 6,2 тис. осіб — пенсіонери (32,7 % від загальної кількості населення).
Густота населення в районі становить 20,3 ос. на 1 км². 90.5 % населення району є українці, 8.5 % росіяни. Всього проживають представники 59 національностей.
Народжуваність у районі становить 7,8 ос. на 1000 осіб, смертність — 10,2 на 1000 осіб.

## Економіка
Основна спеціалізація району в сільськогосподарському виробництві — рослинництво, основними сільськогосподарськими культурами є озима та яра пшениця, ячмінь, вирощують також кукурудзу, горох, гречку, соняшник, буряк.
Загальна площа земельних угідь 75,2 тис. га, із них:
- орної землі 54 тис. га
- лісових земель 9,6 тис. га
- пасовищ 8,8 тис. га
- сінокосів 1,6 тис. га
- полезахисних лісових смуг 722 га

У 2004 році сільгосппідприємствами зібрано 32,5 тис. тонн ранніх зернових, при середній врожайності 23,0 ц/га 8 тис. тонн озимої пшениці з урожайністю 28,3 ц/га, ярий ячмінь — 20,7 ц/га.
Намолочено 837 тонн круп'яних, зібрано 9 тис. тонн зернової кукурудзи. Урожайність цукрових буряків склала 200 ц/га. Урожайність соняшнику — 10,7 ц/га.
Загалом сільгосппідприємства отримали валової продукції на 45,5 тис. грн.
На сьогодні все виробництво товарної продукції в Борівському районі, більш ніж на 90 %, складається з продукції агропромислового комплексу. На території району працюють 10 господарств, що мають чисельність працюючих понад 50 чоловік, за якими закріплено 29,1 тис. га ріллі, 40 фермерських господарств використовують 11 тис. га ріллі. На 12 тис. га займаються вирощуванням сільгосппродукції одноосібники.
Обсяг промислового виробництва склав 378,7 тис. грн. Основними промисловими підприємствами району є АТЗ «Борівський молокозавод», ТОВ «Борівський завод продтоварів» та КМБО «Райагробуд».
У планах розвитку району на найближчі роки пріоритетними визнано:
- розвиток переробної промисловості;
- розвиток тваринницької галузі сільгоспвиробництва;
- створення санаторно-курортної зони.

## Соціальна сфера
Район має розвинену соціальну інфраструктуру. 18 закладів освіти, із них 1 гімназія, 13 — ЗОШ I-Ш ступенів; 4 — ЗОШ I-Ш ступенів. Одна музична школа, 23 бібліотеки, 21 будинок культури, 1 кінотеатр (не працює).
Крім центральної районної лікарні, до послуг жителів районна поліклініка, 1 дільнична лікарня, 6 амбулаторій сімейного лікаря, 13 фельдшерсько-акушерських пунктів.
Працюють дві дитячо-юнацькі спортивні школи, обладнано 9 футбольних полів, 1 стадіон, добре забезпечений і укомплектований спортивними тренажерами спортивний комплекс в с. Ізюмське.
У закладах освіти району працюють 13 комп'ютерних класів. У Борівській гімназії та Гороховатській ЗОШ I-Ш ступенів учні мають можливість користуватись інтернетом.
Життя району знаходить своє відображення на сторінках районної газети «Трудова слава»(http://trudovaslava.ucoz.ua [Архівовано 2 квітня 2015 у Wayback Machine.] ). Жителі району мають можливість дивитися телепередачі першого національного каналу, каналів 1+1, Інтер, ТРК «Україна», «ICTV», «Новий канал», «ТЕТ», «СТБ», обласної студії «ОТБ» та ін.

## Релігія
Відроджується духовне життя. На території району зареєстровано 5 релігійних громад: 4 — Української православної церкви і 1 — євангельських християн-баптистів. Це релігійні громади:
- Різдва Пресвятої Богородиці;
- Святовознесіння;
- Свято-Почаївської Ікони Божої матері;
- Свято-Миколаївська;
- Євангельські християни-баптисті.

## Туризм

### Археологічні пам'ятки
У Борівському районі Харківської області на обліку перебуває 66 пам'яток археології.
Борівський район — це стародавній осередок розселення людини. Біля села Новий Пришиб виявлені мезолітична стоянка (VIII—VII тисячоліття до н. е.) та поселення періоду бронзи (IX—VIII століття до н. е.), рештки поселення салтівської культури (VIII—X століття н. е.).
Поблизу села Олександрія виявлено пізньонеолітичне поселення та могильник. Розкопано 25 поховань (IV-ІІІ тисячоліття до н. е.) та 4 поховання салтівської культури (VIII—X століття н. е.). Також виявлено 2 поселення скіфського часу (IV-ІІІ століття до н. е.) в околицях села Загризового.
В околицях села Піски-Радьківські знайдено 3 неолітичних поселення (IV тисячоліття до н. е.), кургани та поселення епохи бронзи (II тисячоліття до н. е.). На курганному могильнику розкопано один курган з 4 похованнями катакомбної культури.
Також поблизу села Горохуватка виявлено поселення салтівської культури (VIII—X століття н. е.).

### Архітектурні пам'ятки
Новою архітектурною пам'яткою Борівського району сміливо можна назвати Свято-Миколаївський храм в с. Чернещина. Його урочисте відкриття відбулося 5 листопада 2000 року. Храм унікальний не тільки тим, що він своєю архітектурою відроджує забуті традиції українського бароко, тут уперше було застосовано метод мікроетапного проектування (розробка проекту почалась разом із спорудженням храму, креслення випереджало будівництво на декілька днів).

### Природні пам'ятки
- Ботанічний заказник місцевого значення «Борівський». Площа 18,0 га. Розташований в Борівському лісництві. Тут на відкритих блюдце-подібних пониженнях заплавної тераси Краснооскільського водосховища ростуть куртини низки трьохроздільної.
- Ботанічний заказник місцевого значення «Нижнє-Журавський». Площа 3,0 га розташований в с. Нижня Журавка на ділянці південного степового схилу балки. Надґрунтовий покрив подано різнотрав'ям типчаково-ковилових степів. Тут живуть понад 10 видів одиноких бджіл.
- Ботанічний заказник місцевого значення. «Ново-Платонівський заказник». Площа 4,0 га. Тут збереглось багато видів красиво квітучих і лікарських рослин.
- «Гаврилівський заказник». Площа 43,5591 га.

## Політика
25 травня 2014 року відбулися Президентські вибори України. У межах Борівського району були створені 22 виборчі дільниці. Явка на виборах складала — 51,13 % (проголосували 7 509 із 14 686 виборців). Найбільшу кількість голосів отримав Петро Порошенко — 37,22 % (2 795 виборців); Михайло Добкін — 17,91 % (1 345 виборців), Юлія Тимошенко — 10,75 % (807 виборців), Сергій Тігіпко — 8,54 % (641 виборців). Решта кандидатів набрали меншу кількість голосів. Кількість недійсних або зіпсованих бюлетенів — 2,48 %.

## Засоби масової інформації
Перша інтернет-газета Борівщини «Борова. Інфо» [Архівовано 26 січня 2019 у Wayback Machine.]
Борівська районна газета «Трудова слава» [Архівовано 2 квітня 2015 у Wayback Machine.]